# 蟠龙乡 (江安县)
蟠龙乡，是中华人民共和国四川省宜宾市江安县曾经下辖的一个乡。2019年8月，撤销蟠龙乡和底蓬镇，将其所属行政区域和留耕镇黄土村所属行政区域划归夕佳山镇管辖。

## 行政区划
蟠龙乡撤销前下辖以下地区：
蟠龙社区、陈家村、蟠龙村、裕龙村、马引村、合口村、柏香林村、骑龙村、石宝村、泉塘村、手巾村、铁坎村、共同村、新安村、石马村、李岩村和联合村。